# Jean Riveyre
Jean Riveyre, nom de scène de Jean-Georges Bussard de Saint-Araille, est un acteur français né à Courbevoie le 29 septembre 1904 et mort à Paris le 21 décembre 1990.

## Filmographie
- 1937 : La Plus Belle Fille du monde de Dimitri Kirsanoff.
- 1951 : Journal d'un curé de campagne de Robert Bresson : le comte.
- 1951 : Édouard et Caroline de Jacques Becker : Julien, le valet de chambre.
- 1954 : Touchez pas au grisbi de Jacques Becker : le garçon de l'hôtel Moderna.
- 1957 : Les Sorcières de Salem de Raymond Rouleau : Gilcrist.
- 1968 : Adolphe ou l'Âge tendre de Bernard Toublanc-Michel.

## Théâtre
- 1931 : La Belle Hôtesse de Carlo Goldoni, mise en scène Georges Pitoëff, théâtre Albert-Ier .
- 1932 : Plus jamais ça ! de Fred Angermayer, mise en scène Georges Pitoëff, théâtre de l'Avenue.
- 1940 : Sainte Jeanne de George Bernard Shaw, mis en scène par Raymond Rouleau, théâtre de l'avenue (Rôle de Bertrand de Poulangy)[2]